# Universe (오피셜히게단디즘의 노래)
〈Universe〉는 2021년 2월 24일에 포니 캐년 산하 이로리 레코드(IRORI Records)에서 발매된 일본의 피아노 팝 밴드 오피셜히게단디즘의 다섯 번째 싱글이다. 이전 싱글 〈I LOVE...〉 발매 이후 약 1년 만에 발매된 싱글이다. 《극장판 도라에몽: 진구의 우주소전쟁 리틀스타워즈 2021》의 주제가로 사용되었으며, 2021년 1월 16일 방송된 《도라에몽》의 〈텔레비전 끈끈이〉 에피소드에서도 삽입곡으로 사용됐다. 메이저 1집 《Traveler》에 수록된 〈イエスタデイ 예스터데이[*]〉 이후의 애니메이션 영화 주제가이다.

## 배경
2021년 11월 16일, 《극장판 도라에몽: 진구의 우주소전쟁 리틀스타워즈 2021》의 주제가로 이 노래가 사용될 것이라는 사실이 발표됐다. 2021년 설에는 노래 발매 날짜가 2월 24일로 확정된 것이 발표됐고, 또한 특설 사이트가 오픈되었다. 발매에 앞서 1월 9일 선공개 되었고, 온 에어 음악이 같은 날에 출시되었다. 1월 6일에는 뮤직비디오 티저 영상이 공개되었다. 뮤직비디오 감독은 오피셜히게단디즘의 영상을 자주 다루었던 신보타쿠인이 맡았으며, 풀사이즈 뮤직비디오는 1월 9일 오후 6시에 밴드 유튜브 공식 채널에서 최초 공개되었다.

## 발매
이 곡은 CD Only, CD+DVD, CD+Blu-ray의 세 가지 판으로 발매되었다. CD Only반은 종이 재킷으로 포장되어있다. CD+DVD판과 CD+Blu-ray판에는 2020년 9월 26일에 라이브 했던 〈Official髭男dism ONLINE LIVE 2020 -Arena Travelers-〉의 풀 영상과, 멤버 4명에 대한 다큐멘터리 영상 및 오디오 해설이 함께 포함되었다. 또한 CD와 DVD/Blu-ray는 라이브 포토북과 함께 특수 케이스에 포장되었다.
더불어 CD+DVD/Blu-ray 판은, 밴드 공식 사이트의 디스코그래피에서는 싱글과 영상 작품과 별도의 것으로 표기되어 있다.
또한 CD+DVD/Blu-ray 판에 수록된 〈Official髭男dism ONLINE LIVE 2020 -Arena Travelers-〉의 라이브 음원이 2021년 8월 18일 앨범 〈Editorial〉과 동시에 발매됐다.

## 음악성과 제작
이 노래는 블랙 뮤직의 테이스트를 이용해 음상의 '따뜻함'을 연출했다. 멤버들에 따르면, '따뜻하고 개방적이지만 꽉 조여져 있다'는 것을 의식해 노래가 만들어졌다고 한다. 또한 이 때 이들이 상상하는 소리를 찾기 위해 콘솔 피아노 두 대를 구입했다고 한다. 또 이 곡은 관악기(브라스)와 성가대(콰이어)를 효과적으로 사용하는 가스펠 느낌의 편곡을 특징으로 한다.

## 평가
- 평론가이자 작가인 imdkm은 롤링 스톤 재팬 리뷰에서 "가스펠의 음악적 디자인과 느낌을 일본어로 부르는 가요에 절충(때로는 예상치 못하게)해 나간다. 특정 장르를 소화시키고 승화시키는 형태로서 흥미로운 성과를 남긴 것 같다"고 말했다.[7]

## 차트 성적
이 곡은 2021년 1월 18일자(집계기간: 2021년 1월 4일 ~ 1월 10일) 빌보드 재팬 다운로드 송 차트 'Download Songs'에서 8위(11,014DL)에 처음 올랐고, 다음 주 같은 차트에서는 두 단계 순위를 올려 최고 순위인 6위에 올랐다. 디지털 발매 약 2개월 후, 실제 CD가 발매되자 3월 8일자(집계기간: 2021년 2월 22일 ~ 2월 28일) 빌보드 재팬에서 첫 주 37,301장의 판매량을 기록하여, 지난 주 〈핫 100〉 40위에서 4위로 뛰어올랐다.

### 인증 및 판매
|                             | 인증 (RIAJ) | 판매/재생 횟수 |
| --------------------------- | ----------- | -------------- |
| CD                          | 발표 예정   | 52,000장       |
| 다운로드                    | 발표 예정   | 89,000         |
| 스트리밍                    | 골드        | 50000000       |
| *인증 기준 판매/재생 횟수만 |             |                |

## 수록곡
전체 작사·작곡: 후지와라 사토시. 전체 편곡: 오피셜히게단디즘
| #            | 제목                        | 재생 시간 |
| ------------ | --------------------------- | --------- |
| 1.           | 〈Universe〉                | 04:46     |
| 2.           | 〈Universe -Instrumental-〉 | 04:46     |
| 총 재생 시간 | 총 재생 시간                | 09:32     |

| #   | 제목                    | 재생 시간 |
| --- | ----------------------- | --------- |
| 1.  | 〈HELLO〉               |           |
| 2.  | 〈宿命〉                |           |
| 3.  | 〈ノーダウト〉          |           |
| 4.  | 〈パラボラ〉            |           |
| 5.  | 〈ビンテージ〉          |           |
| 6.  | 〈Rowan〉               |           |
| 7.  | 〈夏模様の猫〉          |           |
| 8.  | 〈イエスタデイ〉        |           |
| 9.  | 〈Laughter〉            |           |
| 10. | 〈たかがアイラブユー〉  |           |
| 11. | 〈115万キロのフィルム〉 |           |
| 12. | 〈異端なスター〉        |           |
| 13. | 〈旅は道連れ〉          |           |
| 14. | 〈夕暮れ沿い〉          |           |
| 15. | 〈FIRE GROUND〉         |           |
| 16. | 〈Stand By You〉        |           |
| 17. | 〈Pretender〉           |           |
| 18. | 〈I LOVE...〉           |           |
| 19. | 〈ラストソング〉        |           |

| #  | 제목                                                                                   | 재생 시간 |
| -- | -------------------------------------------------------------------------------------- | --------- |
| 1. | 〈Behind The Scene from Official髭男dism ONLINE LIVE 2020 -Arena Travelers-〉 (BOUNUS) |           |

## 방송 출연
| 프로그램명 | 날짜            | 방송사 | 노래                       |
| ---------- | --------------- | ------ | -------------------------- |
| SONGS      | 2022년 6월 23일 | NHK    | Universe                   |
| SONGS      | 2022년 6월 23일 | NHK    | Anarchy                    |
| SONGS      | 2022년 6월 23일 | NHK    | ミックスナッツ 믹스너트[*] |